# Дворец культуры «Дружба народов»
Дворец культуры «Дружба народов» (укр. Палац культури «Дружба народів») — дворец культуры в городе Черкассы Черкасской области Украины, является самой главной концертной площадкой области и значимой культурной и художественной средой города, в дворце работают творческие коллективы Черкасс. Находится в ведении химического комбината «Азот». В 2012 году Дворец культуры был реконструирован. Открытие обновлённого дворца культуры состоялось 8 сентября 2012 года и было приурочено к 50-летию со дня основания Черкасского «Азота».

## Общие данные
Дворец культуры «Дружба народов» расположен в величественном, специально возведённом функциональном сооружении в самом центре города Черкасс.
Для осуществления своей деятельности дворец имеет соответствующую материальную базу, а именно:
- 2 зала — лекционный на 330 мест и концертный на 1000 мест;
- современный комплекс звукового оборудования;
- современный комплекс осветительного оборудования;
- гримёрные комнаты;
- кафе-бар для посетителей;
- классы и танцевальные залы для репетиций творческих коллективов.

Коллектив Дворца культуры — команда профессионалов под руководством заслуженного работника культуры Украины — Галины Викторовны Бурлака.

## Культурная среда
Несмотря на ведомственный статус «Дружба народов» всегда играл роль одного из крупнейших культурных центров города. Благодаря мощностям площадей и техническому оснащению он наилучшим образом приспособлен для проведения культурных и общественных мероприятий — концертов, фестивалей, аукционов различного профиля. Дворец культуры «Дружба народов» — это также дом для 7 детских творческих коллективов, которые посещают около 500 детей.
Среди творческих коллективов, работающих в «Дружбе народов», чья деятельность известна не только на Украине, но и за рубежом:
- Народный хореографический коллектив "Ансамбль танца «Дружба»" — создан в 1976 году. Руководитель — заслуженный работник культуры Украины Ольга Золотарёва. В составе коллектива 200 детей. В программе — танцы народов мира, украинские народные и современные танцы, хореографические композиции, сюжетные танцы;
- Ансамбль бального танца «Лилея» — руководители — заслуженные работники культуры Украины Валентин и Вера Фроловы. В составе коллектива 54 человека. Коллектив — неоднократный участник, призёр и лауреат отечественных и международных танцевальных смотров и конкурсов;
- Школа современной хореографии «Каприз» — создана в 1989 году. Руководитель — Лилия Тихомирова. Число участников — 75 человек. В программе коллектива танцы разнообразных стилей. Участник, призёр и лауреат различных конкурсов;
- Ансамбль спортивного танца "Вдохновение" — руководитель — заслуженный работник культуры Украины и мастер спорта Нина Ивановна Кулумбекова.
- Народная вокальная студия «Белиссимо» — руководитель Наталья Оттовна Высоцкая.

## История
Дворец культуры химического комбината «Азот» был возведён в 1980 году и сразу стал не только архитектурным украшением центра Черкасс, а ещё и главным центром культуры и досуга города. И сам комплекс, и площадь перед ним, являются традиционным местом проведения разнообразных культурных мероприятий. Фактически «Дружба народов» является главной сценой (концертной площадкой) города и области, на которой выступают все известные гастролирующие исполнители Украини и ближнего зарубежья — София Ротару, Дан Балан, Джамала, Ирина Билык, Тина Кароль, Олег Винник, Гарик Кричевский, Оля Полякова, Тамара Гвердцители, рок- и поп-группы и много других. Здесь же проходят различные другие мероприятия, фестивали, презентации, шоу и т.д. (например,именно во дворце происходили кастинги в популярные телепроекты канала СТБ талант-шоу Танцуют все! и телепроекта У Украины есть талант).
В процессе приватизации общества «Азот» приватизировано было и несколько объектов городской инфраструктуры, находившихся в ведении этого государственного предприятия. Из-за экономических проблем во 2-й половине 2000-х годов новые хозяева предприятия одобрили решение о продаже ДК «Дружбы народов», что вызвало в городе в конце 2007 года значительный резонанс — разгорелся скандал. Суть аргументов против продажи Дворца культуры представителей данного коллектива, устроивших ряд протестных акций, в том числе и пикетирование Черкасского городского совета, сводилась к тому, что фактически заведение находится на самообеспечении, выплачивая «Азоту» ежемесячную арендную плату. Мэр города Сергей Одарыч заступился за творческие коллективы и сделал ряд заявлений, пообещав не допустить перепрофилирование учреждения (параллельно заявил: «в случае чего» предоставление кружкам других помещений), и даже сделал предположение о непрозрачной приватизации в своё время предприятия и подведомственных ему объектов, и выразил волю обратиться в Фонд государственного имущества, либо вернуть дворец в государственную собственность. Конфликт удалось загладить, и теперь (по состоянию на весну 2010 года) ДК работает в обычном режиме.
В 2011 году в Дворце культуры «Дружба народов» ПрАТ «Азот» начал масштабную реконструкцию. Открытие реконструированного дворца культуры состоялось 8 сентября 2012 года и было приурочено к 50-летию со дня основания Черкасского «Азота». В ДК были отремонтированы крыша и два танцевальных зала, проведена замена окон. Кроме того, были капитально отремонтированы пять залов для детских коллективов, где, в том числе, было сделано специальное танцевальное покрытие.
В дворце культуры произведён капитальный ремонт всех помещений общей площадью свыше 20 тыс. кв. метров. В обновлённом концертном зале, рассчитанном на 1000 зрителей, были установлены новые кресла, отремонтирована сцена и установлена современная звуковая и световая аппаратура. Также была полностью реконструирована площадь перед дворцом культуры (свыше 14 тыс. кв. метров). На месте старого фонтана установлен светодинамический фонтан.
Финансирование проекта осуществило градообразующее предприятие Черкасс — Черкасский «Азот», владельцем которого является Дмитрий Фирташ. Реконструкция Дворца культуры была проведена в рамках программы «Сохрани свой город». Общая стоимость выполненных работ составила около 50 млн гривен. Открытие реконструированного дворца культуры состоялось 8 сентября и было приурочено к 50-летию со дня основания Черкасского «Азота».

### Внутренний интерьер

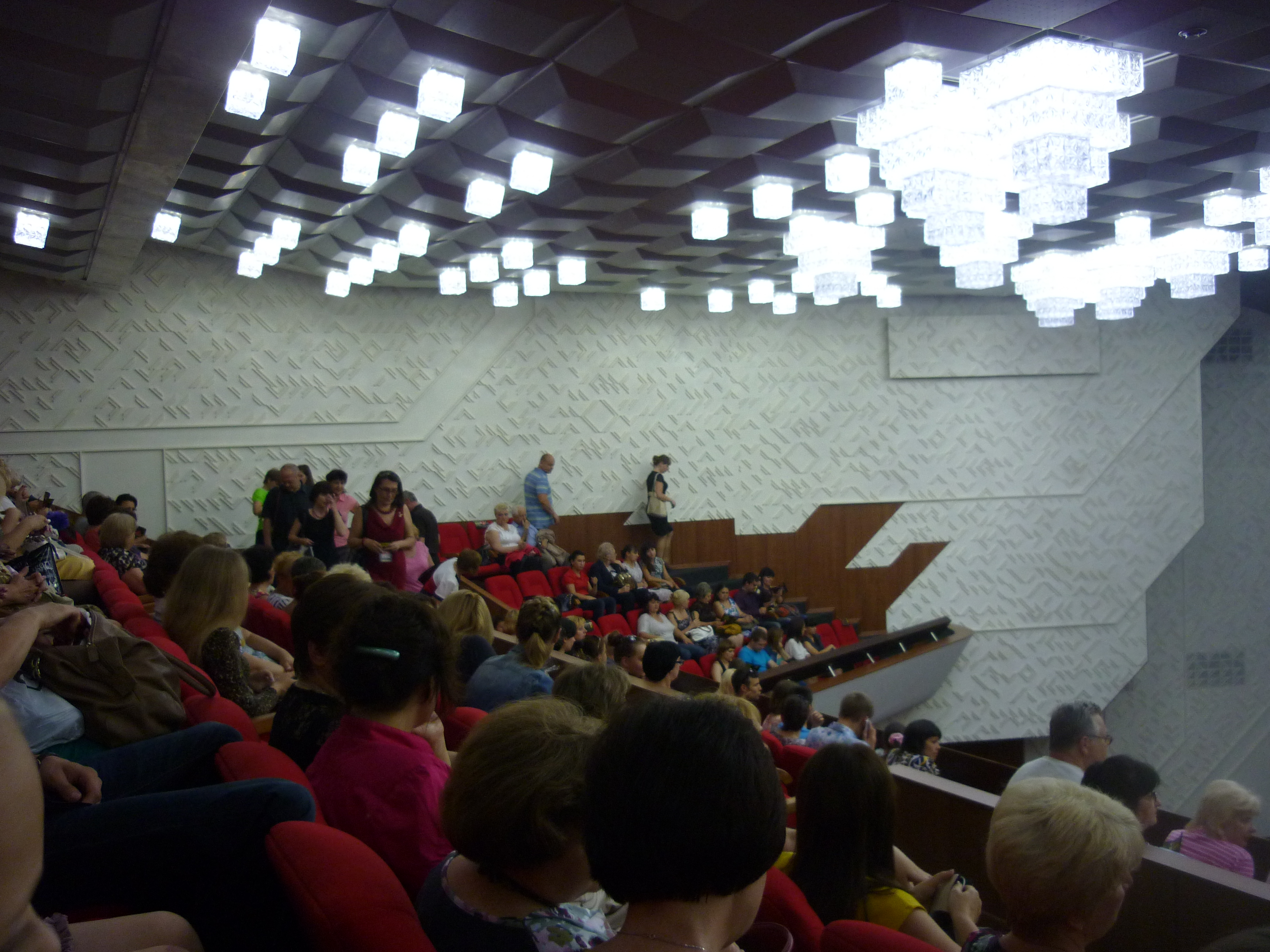
Балкон
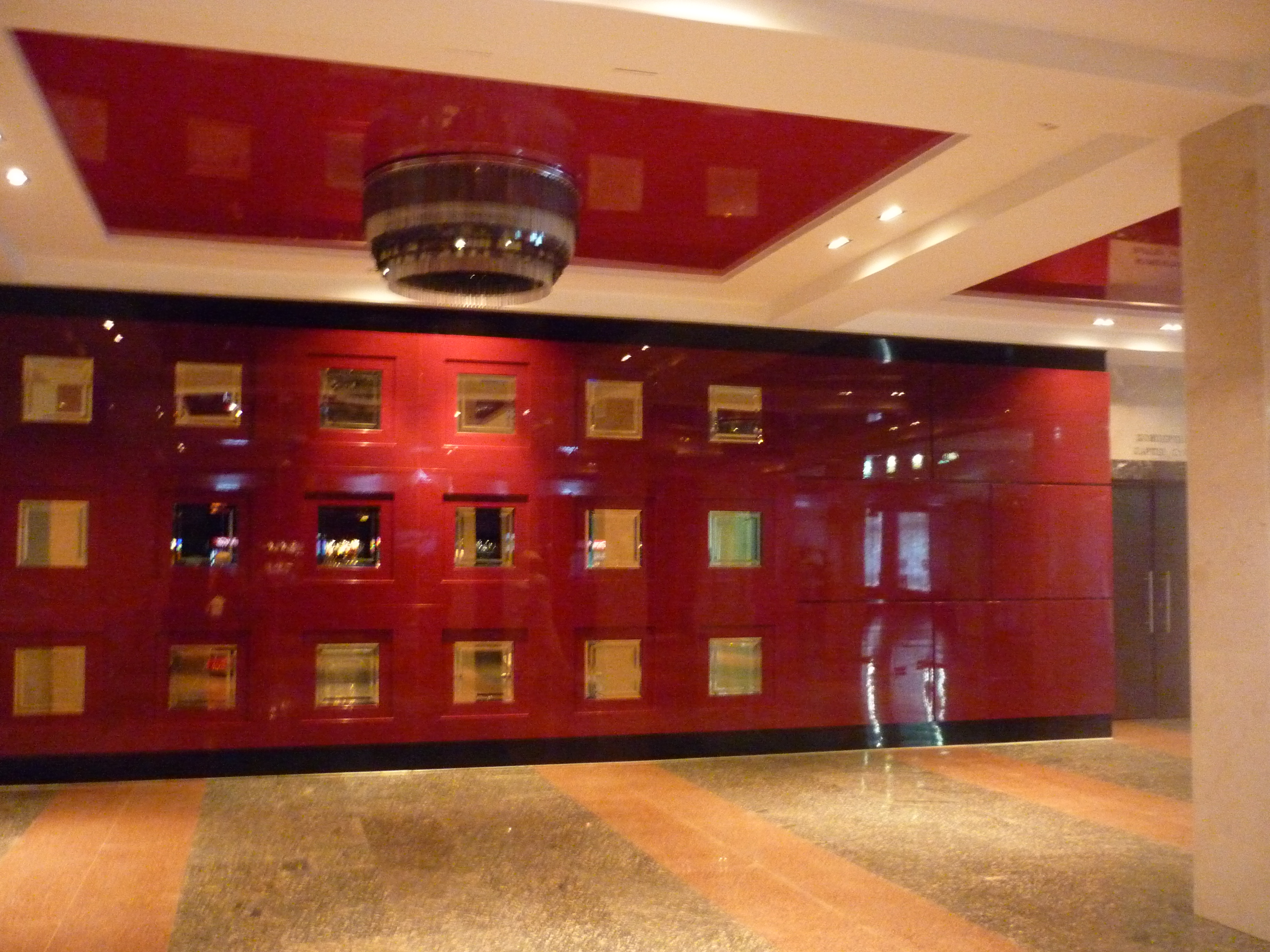
Главный холл
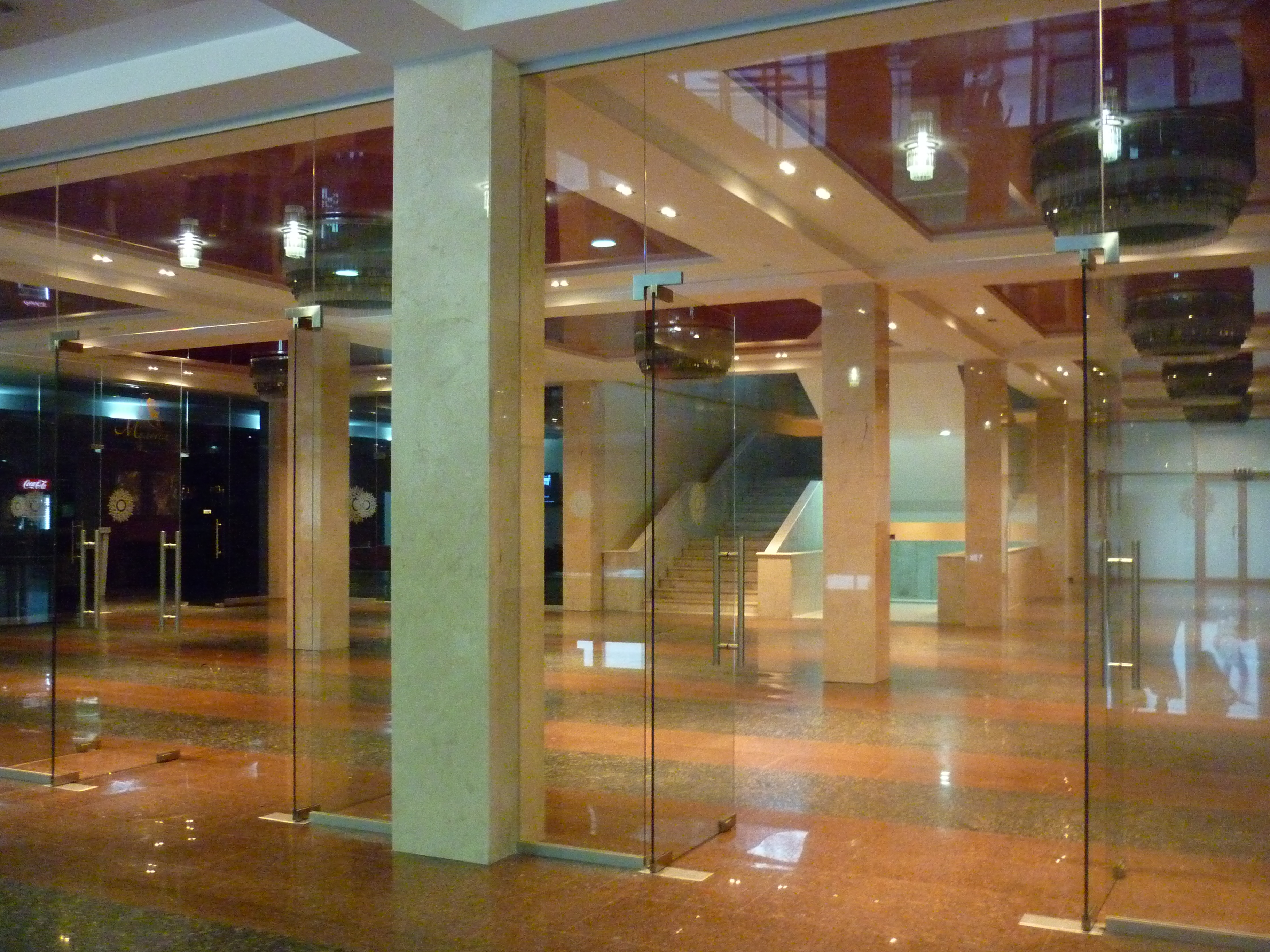
Вход в главный холл
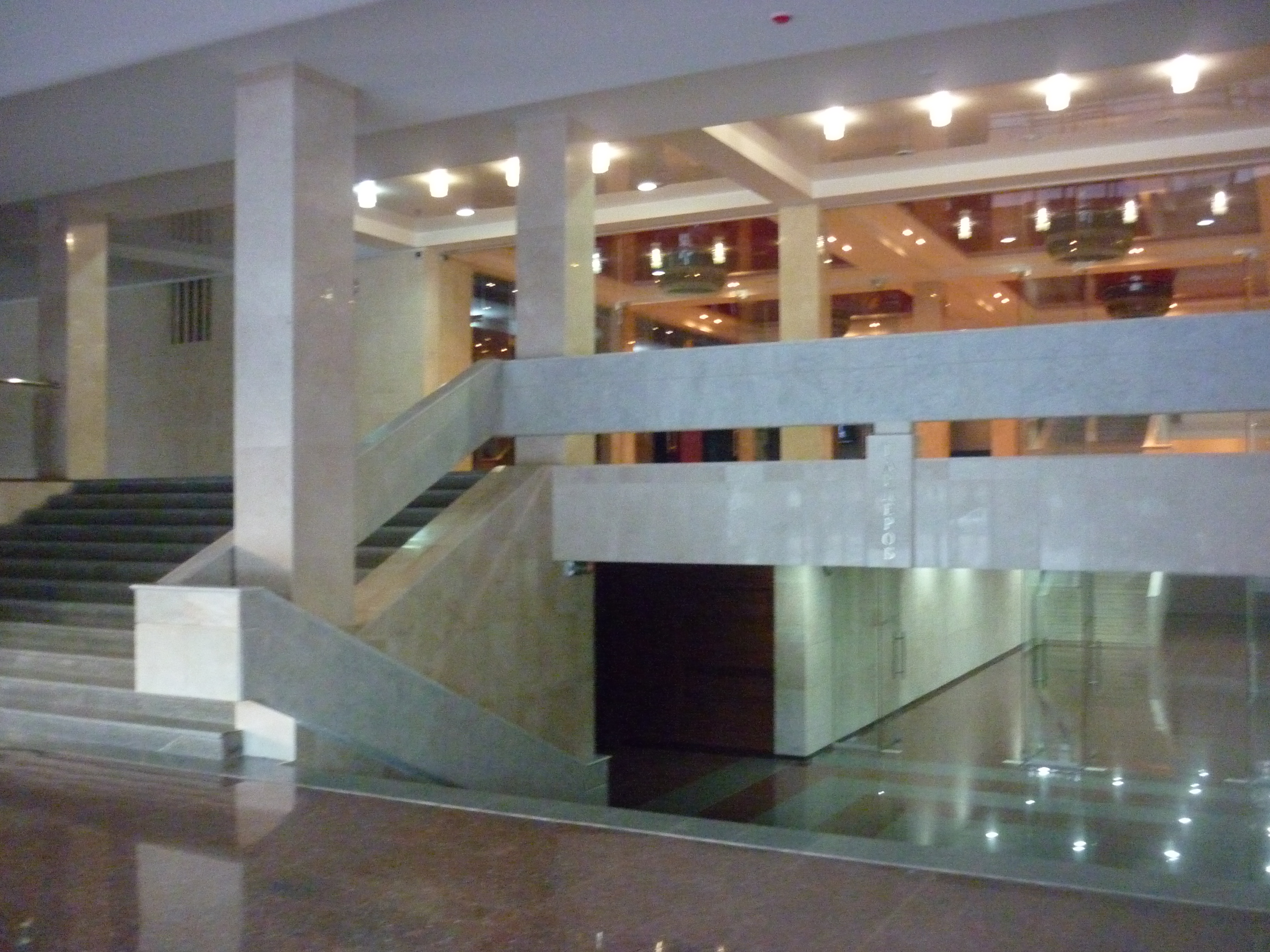
Спуск в гардероб